# Aberdâr
Aberdâr (en anglès Aberdare) és un poblet del comtat gal·lès de Rhondda Cynon Taf (anglès: "Rhondda Cynon Taf"). Es troba a 32 km de Cardiff i a 143 de Londres. El 2011 la població era de 6.047 habitants, dels quals 1.910 (31,6%) parlaven gal·lès i el %91 havien nascut a Gal·les.